# رجال بلا ملامح (فلم)
رجال بلا ملامح ، فيلم مصري أُصدر عام 1972، من إخراج محمود ذو الفقار، تأليف محمد عثمان، بطولة صلاح ذو الفقار، نادية لطفي.

## قصة الفيلم
تدور الأحداث حول أحمد فؤاد (صلاح ذو الفقار) الذي يتعرف على فتاة الليل ليلى (نادية لطفي)، وذلك بعد أن أنهى بعثته لدراسة الهندسة، يخبر أحمد والده بأنه سوف يقوم بالارتباط بهذه الفتاة، ويرفض الأب ويقف في طريق هذه الزيجة، ويدّعي أنه كان على علاقة بهذه الفتاة، لتتصاعد الأحداث.

## بطولة
- صلاح ذو الفقار
- نادية لطفي
- محمود المليجي
- عايدة كامل
- سهير فخري
- سهام فتحي
- بدر نوفل
- الطوخي توفيق